# Лопыдино
Лопыдино — деревня в Корткеросском районе республики Коми в составе сельского поселения Намск.

## География
Расположено на левом берегу реки Локчим примерно в 80 км по прямой на юг-юго-восток от районного центра села Корткерос.

## История
Известна с 1784 года. Ныне находится в процессе упадка.

## Население
Постоянное население составляло 128 человек (русские 93 %) в 2002 году, 87 в 2010.